# Mont Saint-Hilaire
Mont Saint-Hilaire är ett berg i Kanada.   Det ligger i provinsen Québec, i den sydöstra delen av landet, 200 km öster om huvudstaden Ottawa. Toppen på Mont Saint-Hilaire är 414 meter över havet. Arean är 9,7 kvadratkilometer.
Terrängen runt Mont Saint-Hilaire är huvudsakligen platt, men den allra närmaste omgivningen är kuperad.Runt Mont Saint-Hilaire är det ganska tätbefolkat, med 239 invånare per kvadratkilometer.. Närmaste större samhälle är Beloeil, 3,2 km nordväst om Mont Saint-Hilaire.
Omgivningarna runt Mont Saint-Hilaire är en mosaik av jordbruksmark och naturlig växtlighet.